# 9. satnija (2005.)
9. satnija (rus. 9 рота) je rusko-ukrajinsko-finska ratna drama.
Film opisuje sudbine vojnika iz krajeva diljem SSSR-a koji su završili u vojnoj intervenciji Sovjetskog Saveza u Afganistanu tijekom 1980-ih.
Mjesto radnje: SSSR (Uzbečka SSR), Afganistan (kota 3234 i okolica)
Vrijeme radnje: 1988. i 1989.
Snimljen je po istinitom događaju.
S projekcijama u kinodvoranama je krenuo 29. rujna 2005.
Sniman je od 25. svibnja do 12. listopada 2004. na lokacijama u Rusiji (u Moskvi), u Ukrajini (na Krimu), Kazahstanu i Uzbekistanu.
Glavne uloge:
- Fedor Bondarčuk......Hohol
- Aleksej Čadov........Vorobej
- Mihail Jevlanov......Rjaba, Rjabokonj
- Ivan Kokorin.........Čugun
- Artem Mihalkov.......Stas
- Aleksandr Baširov....Pomidor
- Konstantin Krjukov...Gioconda
- Amadu Mamadakov......Kurbaši
- Dmitrij Muhamadejev.Afanasij
- Marat Gudijev .......Ahmet
- Artur Smoljninov.....Ljuti
- Mihail Porechenkov...Dygalo
- Soslan Fidarov.......Pinochet
- Irina Rakhmanova.....Belosnežka (Snjeguljica)
- Aleksej Serebrjakov.Kapitan
- Aleksej Kravchenko...Bystrov
- Aleksandr Lykov......
- Andrej Krasko........zapovjednik u Afganistanu
- Stanislav Govoruhin.zapovjednik u Učebcima
- Mihail Jefremov......Dembel
- Karen Martinosjan....Ašot
- Ivan Nikolajev.......Seryj
- Aleksandr Šejn.......Patefon
- Svetlana Ivanova.....Olja

Redatelj: Fedor Bondarčuk 

Scenarij: Jurij Korotkov 

Producenti: Fedor Bondarčuk, Aleksandr Rodnjanski, Jelena Jacura

## Nagrade
Film je proglašen najboljim ruskim filmom 2005. godine, dobivši pritom nagradu "Nika, za najbolji film. "Nika" je glavna filmska nagrada u Rusiji, koju dodjeljiva Ruska akademija kinematografskih umjetnosti.
2005. je dobitnik "Nike" i za najbolji igrani film, najbolji rad redatelja zvuka (Kiril Vasilenko) i za najbolju filmsku glazbu (Dato Evgenidze). 
2006. je glumac Aleksej Čadov dobio nagradu za najboljeg glumca na Cinemanili, međunarodnom filmskom festivalu u Manili.
Kao priznanje, može se navesti i to što je Rusija kandidirala ovaj film za "Oscara" za najbolji strani film.

## Vanjske poveznice
- Stranice o filmu  Arhivirana inačica izvorne stranice od 30. srpnja 2021. (Wayback Machine)
- Stranice o filmu
- Ruski "trailer"  Arhivirana inačica izvorne stranice od 13. studenoga 2006. (Wayback Machine)
- Filmski.net  Arhivirana inačica izvorne stranice od 17. kolovoza 2007. (Wayback Machine)
- Članak u "Hrvatskom vojniku"  Arhivirana inačica izvorne stranice od 11. travnja 2008. (Wayback Machine)
- 9. satnija u internetskoj bazi filmova IMDb-a